# Elite Ice Hockey League 2009/10
Die Saison 2009/10 war die siebte Spielzeit der Elite Ice Hockey League, der höchsten britischen Eishockeyspielklasse. Erster der regulären Saison und somit Britischer Meister wurden die Coventry Blaze, während sich die Belfast Giants in den Playoffs durchsetzten.

## Modus
In der regulären Saison absolvierte jede der acht Mannschaften insgesamt 56 Spiele. Der Erstplatzierte wurde Britischer Meister. Alle acht Mannschaften qualifizierten sich für die Playoffs, in denen der Playoff-Sieger ausgespielt wurde. Für einen Sieg nach regulärer Spielzeit und nach Overtime erhielt jede Mannschaft zwei Punkte, für eine Niederlage nach Overtime einen Punkt und für eine Niederlage nach der regulären Spielzeit null Punkte.

## Reguläre Saison

### Tabelle
|    | Klub                | Sp | S  | OTS | OTN | N  | Tore    | Punkte |
| -- | ------------------- | -- | -- | --- | --- | -- | ------- | ------ |
| 1. | Coventry Blaze      | 56 | 33 | 5   | 0   | 18 | 228:174 | 76     |
| 2. | Belfast Giants      | 56 | 34 | 1   | 5   | 16 | 212:137 | 75     |
| 3. | Nottingham Panthers | 56 | 29 | 5   | 2   | 20 | 215:177 | 70     |
| 4. | Cardiff Devils      | 56 | 25 | 6   | 3   | 22 | 193:158 | 65     |
| 5. | Sheffield Steelers  | 56 | 21 | 3   | 6   | 26 | 194:196 | 54     |
| 6. | Edinburgh Capitals  | 56 | 18 | 4   | 8   | 26 | 177:224 | 52     |
| 7. | Newcastle Vipers    | 56 | 17 | 4   | 4   | 31 | 165:236 | 46     |
| 8. | Hull Stingrays      | 56 | 14 | 5   | 5   | 32 | 152:234 | 43     |

Sp = Spiele, S = Siege, U = Unentschieden, N = Niederlagen, OTS = Overtime-Siege, OTN = Overtime-Niederlage, SOS = Penalty-Siege, SON = Penalty-Niederlage

## Playoffs

### Viertelfinale
- Hull Stingrays – Coventry Blaze 1:2/1:4
- Cardiff Devils – Sheffield Steelers 4:2/5:3
- Edinburgh Capitals – Nottingham Panthers 4:4/0:5
- Belfast Giants – Newcastle Vipers 4:1/6:2

### Halbfinale
- Coventry Blaze – Cardiff Devils 3:6
- Nottingham Panthers – Belfast Giants 1:2 n. P.

### Finale
- Cardiff Devils – Belfast Giants 2:3 n. P.